# Броцоло
Броцоло (итал. Brozolo) је насеље у Италији у округу Торино, региону Пијемонт.
Према процени из 2011. у насељу је живело 435 становника. Насеље се налази на надморској висини од 364 м.

## Становништво
| 1931. | 1936. | 1951. | 1961. | 1971. | 1981. | 1991. | 2001. | 2011. |
| ----- | ----- | ----- | ----- | ----- | ----- | ----- | ----- | ----- |
| 754   | 779   | 756   | 643   | 575   | 477   | 387   | 435   | 471   |